# Hoogland van Guyana

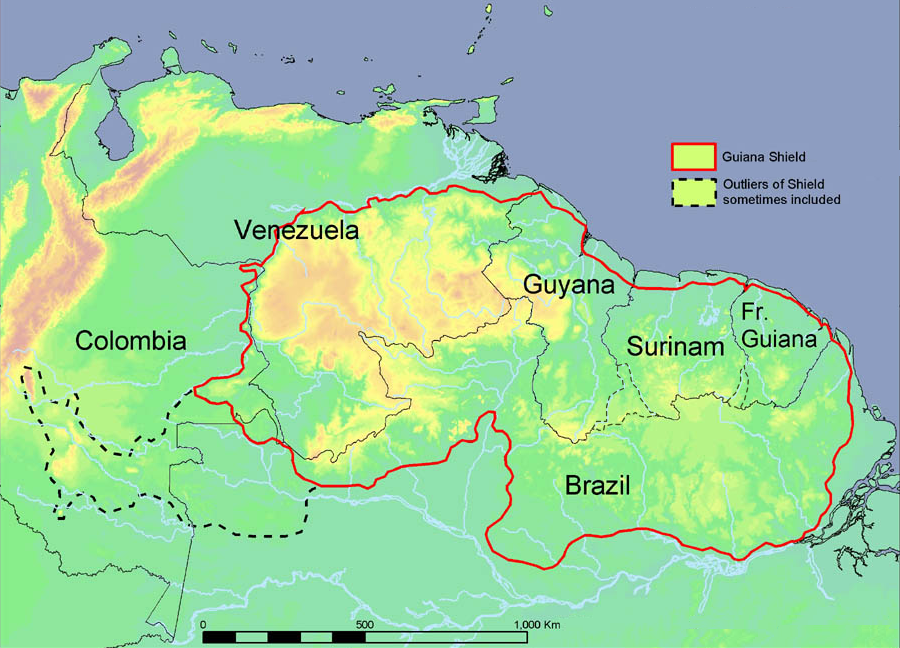
Kaart van het Hoogland van Guyana

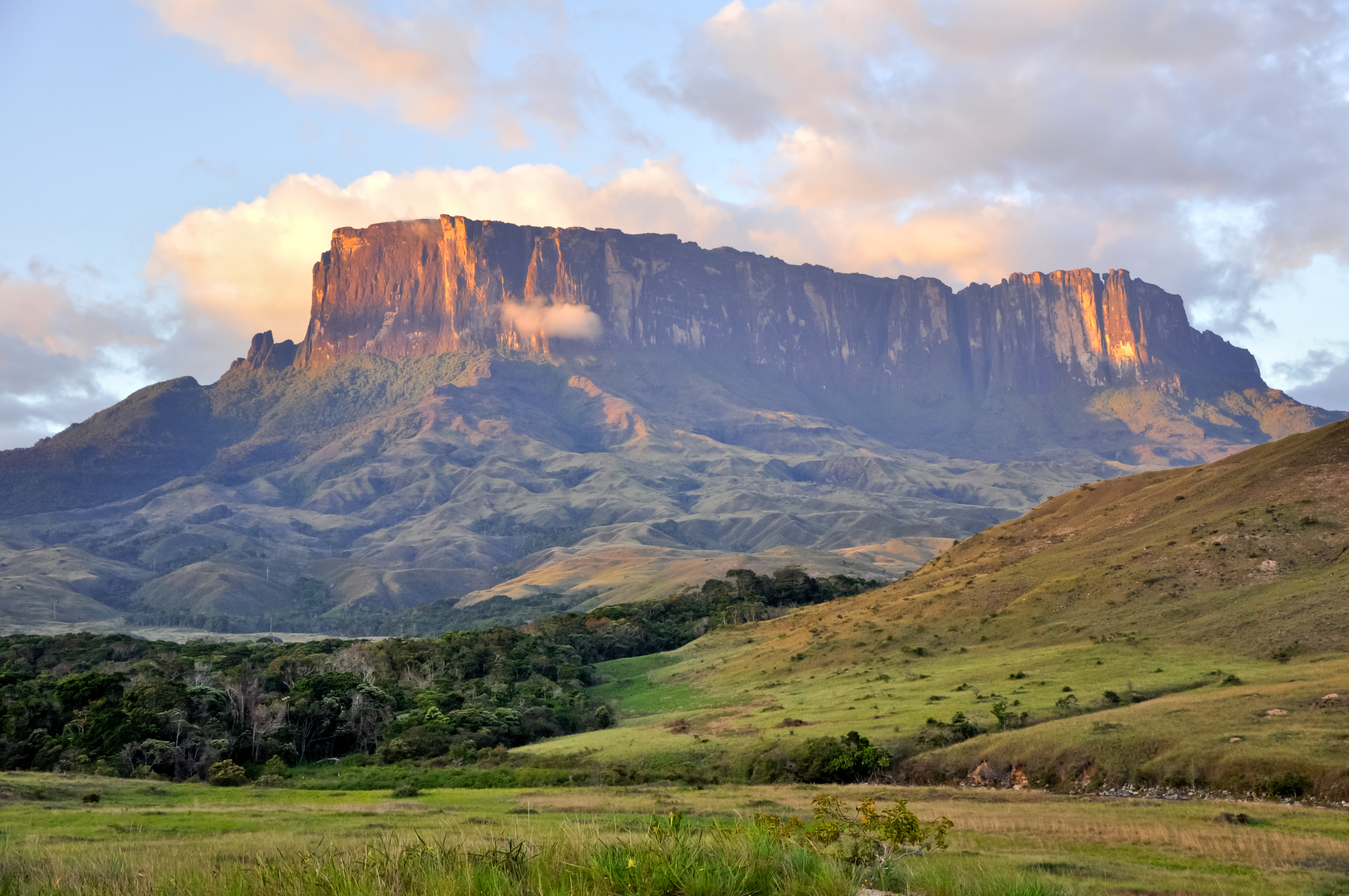
De berg Roraima

Het Hoogland van Guyana is een oud berggebied in het noorden van Zuid-Amerika. Het omvat de landen Frans-Guyana, Suriname en Guyana, de Venezolaanse staten Amazonas en Bolívar, en aangrenzende gebieden van Brazilië, vooral de staten Roraima en Amapá.
Het gebied ligt op een geologisch kraton, een oud stuk aardkorst: het Guyanaschild. Het bestaat voor een groot deel uit de Roraima-formatie, een geologische formatie.

## Hoogvlaktes en bergketens
Het hoogland bestaat uit kleinere hoogvlaktes en bergketens. Het westelijke, vooral Venezolaanse deel is het hoogst. Van west naar oost bestaat het Hoogland van Guyana onder andere uit de volgende bergketens en plateaus:
- Sierro/Serro do Imeri – De zuidelijkste bergketen, waar de Pico da Neblina zich bevindt; de hoogste berg van het Hoogland en van heel Brazilië.
- Sierra/Serro Parima – Hier ontspringt de rivier de Orinoco. Bergketen op de grens van Venezuela en Brazilië.
- Pacaraimagebergte – Bergketen op de grens van Venezuela, Guyana en Brazilië.
- La Gran Sabana – Een hoogvlakte in Venezuela, onderdeel van het Nationaal park Canaima.
- Kanukugebergte en het Kamoagebergte – In het zuiden van Guyana.
- Acaraigebergte – Op de grens van Brazilië, Guyana en Suriname.
- Grensgebergte – Op de grens van Suriname en Brazilië
- Wilhelminagebergte, Käysergebergte, Van Asch van Wijckgebergte, Oranjegebergte en het Eilerts de Haangebergte – Allemaal in het Surinaamse district Sipaliwini.
- Toemoek-Hoemakgebergte (Sierra Tumucumaque) – Op de grens van Suriname, Brazilië en Frans-Guyana.

## Bergen
Veel bergen zijn echter geen onderdeel van bergketens. Veel er van staan los op de hoogvlaktes en meerdere hiervan zijn een soort van tafelbergen, tepui's genaamd. De hoogste bergtoppen van het Hoogland van Guyana zijn onder andere (van hoog naar laag):
- Pico da Neblina (2.994 m) – in Brazilië, tegen de grens van Venezuela.
- Pico 31 de Março (2.973 m) – op de grens van Brazilië en Venezuela.
- Auyán Tepuy (2.950 m) – in Venezuela.
- Roraima (2.875 m) – op de grens van Venezuela, Guyana en Brazilië.
- Irú Tepuy (2.620 m) – op de grens van Venezuela en Guyana.
- Cerro Marahuaca (2.579 m) – in Venezuela.
- Cerro Uquia (2.500 m) – in Venezuela.
- Cerro Yavi (2.441 m) – in Venezuela.
- Cerro Duida (2.400 m) – in Venezuela.
- Pico Tamacuari (2.340 m) – op de grens van Brazilië en Venezuela.
- Cerro Guanay (2.300 m) – in Venezuela.
- Sarisariñama (2.300 m) – in Venezuela.
- Cerro Campanero (2.200 m) – in Venezuela.
- Cerro Avispa (2.112 m) – in Venezuela.
- Cerro Guaiquinima (2.100 m) – in Venezuela.
- Cerro Ovana (1.978 m) – in Venezuela.
- Monte Caburaí (1.456 m) – op de grens van Brazilië en Guyana; de noordelijkste punt van Brazilië.
- Julianatop (1.280 m) – in Suriname.
- Autana (1.220 m) – in Venezuela.
- Tafelberg (1.026 m) – in Suriname.

## Rivieren
Er ontspringen vele rivieren in het Hoogland van Guyana. Alle rivieren monden uit in de Atlantische Oceaan. Tevens komen hier 's-werelds hoogste en grootste watervallen voor, zoals de Ángelwaterval, de Kaieteurwaterval en de Kuquenanwaterval.
Hieronder volgt een collectie van de langste en belangrijkste rivieren die hier ontspringen (van west naar oost):
- De Orinoco ontspringt in de Sierra Parima, op de grens van Venezuela en Brazilië. Stroomt verder door Venezuela en mondt uit via de Orinocodelta in de Atlantische Oceaan. De volgende Venezolaanse zijrivieren van de Orinoco ontspringen allemaal in het Hoogland van Guyana:
  - Ventuari
  - Caura
  - Paraqua
  - Caroní
- De Rio Negro, de grootste zijrivier van de Amazone, ontspringt niet in het Hoogland van Guyana, maar enkele zijrivieren wel.
  - De Casiquiare  is een zijrivier van de Rio Negro in Venezuela. Deze rivier verbindt de stroomgebieden van de Amazone en de Orinoco. Het is de grootste bifurcatie ter wereld. De Casiquiare zelf ontspringt dus niet in het Hoogland, maar wel enkele zijrivieren hiervan, zoals de Siapa. Andere, Braziliaanse zijrivieren van de Rio Negro:
  - Cauaburi
  - Padauari
  - Demini
  - De Rio Branco in de Braziliaanse staat Roraima is de grootste zijrivier van de Rio Negro. Alle zijrivieren en bovenlopen van de Rio Branco, bijna allemaal in Brazilië gelegen, ontspringen in het Hoogland van Guyana, waaronder de:
    - Catrimani
    - Mucalai
    - Uraricoera
    - Surumu
    - Takutu - Deze ligt deels ook op de grens van Brazilië en Guyana.
    - Anauà
- De Essequibo ontspringt in het uiterste zuiden van Guyana, op de grens met Brazilië en stroomt verder noordwaarts. Deze heeft de volgende zijrivieren:
  - Cuyini - In Venezuela, waar die ontspringt en Guyana.
  - Mazaruni - In Guyana
  - Rupunini - In Guyana
- De Corantijn is de grensrivier tussen Guyana en Suriname. De twee bovenlopen zijn de Boven-Corentijn, gelegen op de westgrens van het betwiste gebied tussen Guyana en Suriname, en de Coeroenie, op de oostgrens van het eerder genoemde betwiste gebied. Beide ontspringen ze op de grens met Brazilië. Verder heeft de rivier nog de volgende in het Hoogland van Guyana ontspringende zijrivieren:
  - Oronoque - Eveneens in het eerdergenoemde betwiste gebied.
  - Sipaliwini - In Suriname.
  - Lucierivier - In Suriname.
  - Kabalebo - In Suriname.
- Coppename - In Suriname.
- Saramacca - In Suriname.
- Suriname - In Suriname.
- Commewijne - In Suriname.
- Marowijne - Is de grensrivier tussen Suriname en Frans-Guyana. Deze ontspringt op de grens met Brazilië. De belangrijkste zijrivieren hiervan zijn de:
  - Tapanahony - In Suriname.
  - Oelemari - In Suriname.
  - Litani - Op de westgrens van het betwiste gebied tussen Suriname en Frans-Guyana.
  - Tampok - In Frans-Guyana
- Mana  - In Frans-Guyana.
- Approuague - in Frans-Guyana
- Oyapock - Is de grensrivier tussen Frans-Guyana en de Braziliaanse staat Amapá.
- Araguari - Ontspringt in de meest oostelijke rand  van het Hoogland, in de Braziliaanse staat Amapá en mondt iets ten noorden van de Amazonedelta uit in de Atlantische Oceaan.
- Ook de rivier de Amazone kent enkele Braziliaanse zijrivieren die hun oorsprong hebben in het Hoogland van Guyana. Deze ontspringen allemaal op of nabij de zuidgrens van Suriname en Guyana, waaronder de:
  - Jauaperi - Ontspringt op de grens met Guyana.
  - Trombetas - Ontspringt op de grens met Guyana.
  - Paru - Ontspringt op de grens met Suriname.
  - Yari - Ontspringt op de grens met Suriname en is de grensrivier tussen de Braziliaanse staren Pará en Amapá.

## Ecologie en klimaat
Het Hoogland van Guyana is voor een zeer groot deel bedekt met tropisch regenwoud, en op de hogere delen andere soorten regenwouden en savanne. De regenwouden van het Hoogland van Guyana kunnen als een voortzetting gezien worden van het ten zuiden van het Hoogland gelegen Amazonewoud. De soortenrijkdom onder de flora en fauna is zeer divers. Sommige gebieden zijn zo afgelegen dat er nog vele soorten waarschijnlijk onontdekt zijn. Sommige gebieden zoals de vele tepui's vormen vaak een opzichzelfstaand ecologisch gebied.
Alle tropische klimaat komen in het gebied voor. Op de hogere delen vooral het tropisch savanneklimaat en in de lagere delen het moessonklimaat en het tropisch regenwoudklimaat.

## Parken en reservaten
In het Hoogland van Guyana bevinden zich onder andere de volgende parken en reservaten:

### Venezuela
- Nationaal park Canaima
- Nationaal park Duida-Marahuaca
- Nationaal park Serrania de la Nebina
- Nationaal park Parima-Tapirapeco
- Nationaal park Yapacana

### Guyana
- Nationaal park Kaieteur

### Suriname
- Centraal Suriname Natuurreservaat

### Frans-Guyana
- Nationaal park amazonien de Guyane

### Brazilië
- Nationaal park Montanhas do Tumucumaque
- Nationaal park Monte Roraima
- Nationaal park Pico de Neblina
- Nationaal park Serra da Mocidade
- Nationaal park Viruá